# Orthochtha ramchandrae
Orthochtha ramchandrae är en insektsart som beskrevs av Popov, G.B. 1981. Orthochtha ramchandrae ingår i släktet Orthochtha och familjen gräshoppor. Inga underarter finns listade i Catalogue of Life.